# سوتري (كامبريدجشير)
سوتري (بالإنجليزية: Sawtry)‏ هي قرية و أبرشية مدنية تقع في المملكة المتحدة في هنتينغدونشير.